# Aqua (album d'Angra)
Pour les articles homonymes, voir Aqua.
Albums de Angra
Aurora Consurgens
(2006)
Aqua est le septième album du groupe brésilien de heavy metal Angra.

## Liste des morceaux
1. "Viderunt Te Aquae" – 1:00
2. "Arising Thunder" – 4:52
3. "Awake From Darkness" – 5:54
4. "Lease Of Life" – 4:33
5. "The Rage Of The Waters" – 5:33
6. "Spirit Of The Air" – 5:23
7. "Hollow" – 5:30
8. "A Monster In Her Eyes" – 5:15
9. "Weakness Of A Man" – 6:12
10. "Ashes" – 5:06

## Formation
- Edu Falaschi (chant)
- Kiko Loureiro (guitare)
- Rafael Bittencourt (guitare)
- Felipe Andreoli (basse)
- Ricardo Confessori (batterie)